# Morazzone
Morazzone – miejscowość i gmina we Włoszech, w regionie Lombardia, w prowincji Varese.
Według danych na rok 2004 gminę zamieszkiwały 4183 osoby, 836,6 os./km².